# Antoinette Ouédraogo
Antoinette Nongoba Ouédraogo es una abogada burkinesa y activista de los derechos de la mujer y el medio ambiente. Es la primera mujer de Burkina Faso que se convirtió en abogada.

## Biografía
Antoinette Ouédraogo estudió en el Collège des jeunes filles de Loumbila, en la provincia de Oubritenga.

### Carrera profesional
El 17 de junio de 2006, Antoinette Ouédraogo fue elegida Presidenta del Colegio de abogados de Burkina Faso. En mayo de 2017, representó al expresidente de Burkina Faso, Blaise Compaoré, y a su gabinete por contumacia, después de que este huyera del país a Costa de Marfil durante una revuelta popular en 2014
Antoinette Ouédraogo también representó al exministro de gobierno, el general Djibrill Bassolé, quien era sospechoso de haber encabezado un breve golpe de Estado en 2015 que desestabilizó a Burkina Faso.  En julio de 2017, su equipo obtuvo una importante victoria cuando un grupo de trabajo de las Naciones Unidas (ONU) declaró que la detención del exministro era arbitraria e ilegal.

### Compromisos
En 2007, en el Día Internacional de la Mujer, Antoinette Ouédraogo denunció la violencia contra la mujer, en particular la violación. Presidenta de la Asociación para el Desarrollo de la Mujer, también es miembro de un grupo nacional de expertos en cambio climático. Para la activista, el desmonte incontrolado de tierras, la caza furtiva y la búsqueda de nuevos pastos han contribuido al calentamiento global. Antoinette Ouédraogo es la representante de Burkina Faso en el Comité Ejecutivo de la Global Shea Alliance.